# Günter Geschke
Günter Geschke (* 19. Juni 1931 in Duisburg; † vor dem 6. Mai 2014 in Hamburg) war ein deutscher Journalist und Buchautor.

## Leben
Von	1951 bis 1959 studierte er in Münster, Köln und Hamburg (Geschichte, Soziologie, Philosophie). Die Promotion erfolgte 1960 an der Universität Hamburg. Ab 1960 arbeitete er als Journalist in Hamburg.
Geschke war Dr. phil., von 1970 bis 1972 Co-Geschäftsführer der Vereinigung Deutscher Wissenschaftler e. V. (VDW), von 1972 bis 1978 Bonner Korrespondent, von 1979 bis 1985 politischer Redakteur und von 1986 bis März 1992 Chefredakteur des Deutschen Allgemeinen Sonntagsblattes sowie von 1990 bis 1992 Korrespondent in Berlin (Ost). Ab 1994 war er Herausgeber der Vierteljahresschrift Das Gespräch aus der Ferne. 1951 war er Scheffelpreisträger.

## Schriften (Auswahl)
- Die deutsche Frankreichpolitik 1940 von Compiègne bis Montoire: das Problem einer deutsch-französischen Annäherung nach dem Frankreichfeldzug. Mittler Verlag, 1960, 166 Seiten.
- Die Generation die wir brauchen? 1969.
- Mit Egon Bahr und Ingke Brodersen: Was wird aus den Deutschen?: Fragen und Antworten. Rowohlt Verlag, 1982, 236 Seiten